# Clemensia picosa
Clemensia picosa là một loài bướm đêm thuộc phân họ Arctiinae, họ Erebidae.